# Докшицер, Тимофей Александрович
Тимофе́й Алекса́ндрович (Те́вель Ше́велевич) Докши́цер (13 декабря 1921, Нежин — 16 марта 2005, Вильнюс) — выдающийся советский трубач, дирижер и педагог.  Солист оркестра Большого театра. Профессор Музыкально-педагогического института имени Гнесиных (1971—1990). Народный артист РСФСР (1976).

## Биография
Родители будущего трубача — музыкант духового оркестра Шевель (Александр) Тевелевич Докшицер (1885—?), уроженец Нежина, и Люба Нохимовна (Наумовна) Слезова-Лузман (1897—?), родом из Козельца, заключили брак 15 мая 1918 года в Нежине. Был назван в честь деда, Тевьи Шмуйловича Докшицера (1853—1918), умершего незадолго до рождения внука — 16 сентября 1918 года.
«Отец не имел специального музыкального образования, не считая двух уроков, полученных им в Киеве у известного скрипача его юности М. Эрденко, о чём отец с гордостью рассказывал». Три брата отца — Борис, Соломон и Самуил — тоже были музыкантами. «У меня никогда не возникал вопрос, чем я буду заниматься и какова будет моя профессия. Казалось, я знал это твёрдо от рождения — во всяком случае, с раннего детства, прежде чем был в состоянии осознать самого себя».
В 1932 году семья переехала в Москву, где Докшицер был взят на воспитание в оркестр 62-го кавалерийского полка, и с этого же времени начал обучаться игре на трубе в детских классах музыкального училища имени Глазунова у солиста оркестра Большого театра И. А. Василевского. С 14 лет учился в Центральной музыкальной школе в классе М. И. Табакова, а также играл в Балалаечном оркестре Центрального дома Красной армии, в составе которого выступал в разных городах СССР. К этому времени относится знакомство Докшицера с композитором В. А. Пескиным, впоследствии написавшим специально для него ряд сочинений для трубы. В 1941 году Докшицер принял участие во втором Всесоюзном конкурсе исполнителей на духовых инструментах и завоевал на нём третью премию (первые две не были присуждены).
В годы войны Докшицер — музыкант оркестра штаба Московского военного округа, в его составе он принимал участие в параде на Красной площади 7 ноября 1941 года и в Параде победы 24 июня 1945 года. С 1945 году продолжил учёбу у Табакова в Музыкально-педагогическом институте имени Гнесиных, и в том же году поступил по конкурсу в оркестр Большого театра. В 1947 году, на Международном конкурсе в Праге ― первом, где участвовали советские исполнители на духовых инструментах, ― Докшицер получил первую премию. Окончил институт в 1950 году, а с 1952 года обучался в классе оперно-симфонического дирижирования Московской консерватории у Л. М. Гинзбурга. С 1957 года ― года окончания консерватории ― Докшицер периодически выступал в качестве дирижёра в Большом театре, однако, не чувствуя себя профессиональным дирижёром, с 1971 года отошёл от этой деятельности.
В честь своего 60-летия музыканту была предоставлена возможность провести творческий вечер в главном театре страны. Это было впервые в истории Большого театра, когда музыкант оркестра был удостоен подобной почести, что свидетельствует о высоком уровне уважения и признания его таланта.
Педагогическая деятельность Докшицера тесно связана с Музыкально-педагогическим институтом имени Гнесиных, где он работал сначала как ассистент своего учителя М. Табакова, а затем преподавал сам. За годы педагогической работы Докшицера в институте из его класса вышло более 100 высококлассных музыкантов, в том числе 15 лауреатов Международных конкурсов. В числе его учеников — И. Школьник, И. Сазонов, В. Истомин, С. Мильштейн, А. Селянин.
Т. А. Докшицер давал мастер-классы и концерты как в России, так и за границей. Им написаны многочисленные статьи и творческие портреты многих видных деятелей русского искусства — А. М. Мелик-Пашаева, М. И. Табакова, И. А. Василевского, Г. Н. Рождественского, В. Дуловой, М. Эрмлера и других.
В 1976 году Т. А. Докшицер был удостоен звания «Народный артист РСФСР» и, наряду с Луи Дэвидсоном и Рональдом Шилке, был избран пожизненным членом совета директоров Международной гильдии трубачей (ITG).
В 1989 году в Нидерландах Докшицер перенёс операцию на сердце. С 1990 года вместе со второй женой, Монной Рачгус, жил в Вильнюсе.
Похоронен на Донском кладбище в Москве.

## Творчество
Докшицер ― один из крупнейших солистов-трубачей XX века. В его репертуар входили как классические сочинения для трубы, так и произведения, написанные специально для него. Среди композиторов, написавших свои сочинения для Докшицера ― Мечислав Вайнберг, Александр Арутюнян, Александра Пахмутова, Эйно Тамберг, Анатолий Затин и другие советские и зарубежные композиторы. Докшицер — автор многочисленных переложений для трубы, сочинений, написанных для других инструментов, в частности — скрипичных. Многие произведения записаны и в дальнейшем переизданы на компакт-дисках (избранная дискография Докшицера включает более двадцати дисков). В 1960―1980-е годы Докшицер выступал с сольными концертами во многих городах СССР и странах мира.
Докшицер был инициатором создания Российской гильдии трубачей, которая объединила музыкантов и содействовала обмену артистическим опытом. Он активно работал над расширением и улучшением репертуара для трубы, как создавая собственные произведения, так и заказывая композиции у современных композиторов. В последние годы он также собрал уникальную нотную антологию, включающую множество таких произведений (которые, кстати, не ограничивались только для трубы).
Докшицер создавал блестящие аранжировки из лучших образцов классической музыки. На мемориальном концерте была исполнена его транскрипция «Рапсодии в стиле блюз» Гершвина, которую исполнил солист Большого театра России, трубач Евгений Гурьев, при сопровождении симфонического оркестра колледжа под руководством Виктора Луценко. В "коронных" пьесах, таких как "Испанский" и "Неаполитанский" танцы из "Лебединого озера", которые Тимофей Александрович великолепно исполнял, в этот вечер солировал А. Широков, ученик Владимира Докшицера, его брата.
С 1992 по 1999 год он ежегодно проводил мастер-классы в рамках Международных дней трубы в Бремене, Германия, а с 1994 по 1999 год был профессором Международной академии трубы в Бремене, Германия, вместе с такими международными трубачами, как Пьер Тибо (Франция), Бо Нильссон (Швеция) и Отто Заутер (Германия).
Об искусстве Докшицера восторженно писала зарубежная пресса. Швейцарская газета «Брасс бюллетень»: «Тимофей Докшицер является одним из неоспоримых мастеров игры на трубе в России и во всем мире. Будучи музыкантом до мозга костей, он буквально заставляет жить свой инструмент». А вот отзыв американской газеты «Сан»: «Докшицер умеет петь на своем инструменте с особой теплотой, элегантностью, нежностью и мягкостью, играть с такой быстротой и ловкостью, словно он виртуознейший скрипач. Ему подчиняются вихревые, ураганные пассажи; его техника удивительна…». Известный немецкий дирижер Курт Мазур, неоднократно выступавший с Докшицером, говорил, что «как музыканта я ставлю Докшицера наравне с величайшими скрипачами мира». Арам Хачатурян называл Докшицера «поэтом трубы».

## Семья
- Первая жена — Фаина Семёновна Хавкша, филолог.
  - Сын — Сергей Докшицер (1948—1991), фаготист.
- Вторая жена — Монна Яновна (Ивановна) Рачгус (Рачгус-Докшицер, род. 1921), скульптор-керамист и литератор, автор книг «Рождением завещаны дороги» (1996) и «Сквозь тернии к звёздам» (2009).
- Брат — Владимир Докшицер, трубач[8].